# Lycée Chaptal
Lycée Chaptal, dříve Collège Chaptal, je střední škola v 8. pařížském obvodu, pojmenovaná po Jeanovi Antoinovi Chaptalovi, s přibližně 2000 žáky. V roce 1848 ji převzalo město Paříž poté, co se zakladatel dostal do finančních potíží. U žáků se předpokládalo, že se budou po studiu věnovat kariéře v obchodě nebo řemesle. Učební plán byl na svou dobu inovativní, s větším důrazem na francouzštinu než na klasická studia a na moderní jazyky a vědy. Nejprve to byla primárně chlapecká internátní škola, ale nyní je to koedukovaná denní škola. Současné budovy byly dokončeny v roce 1876. Mezi významné absolventy patří Alfred Dreyfus, André Breton, Jean Anouilh, Daniel Hechter a Nicolas Sarkozy.

## Slavní absolventi
- Paul César Helleu, francouzský malíř, grafik a návrhář
- Abel Gance, francouzský filmový herec a režisér
- Eugène Labiche, francouzský dramatik
- Jean Yanne, francouzský herec a režisér